# Ighli Vannucchi
Ighli Vannucchi (Prato (Itália), 5 de agosto de 1977) é um ex-futebolista profissional italiano que atuava como atacante

## Carreira
Ighli Vannucchi começou no Lucchese.